# Джерело Різдва Пресвятої Богородиці
«Джерело Різдва Пресвятої Богородиці» — гідрологічна пам'ятка природи місцевого значення в Україні.
Пам'ятка природи розташована в п'яти метрах від урізу води р. Гніздечна в центральній частині с. Смиківців Тернопільського району Тернопільської області.
Статус пам'ятки отриманий у 2009 році рішенням № 736 Тернопільської обласної ради від 27 серпня 2009 р.
Площа — 0,025 га.

## Світлини

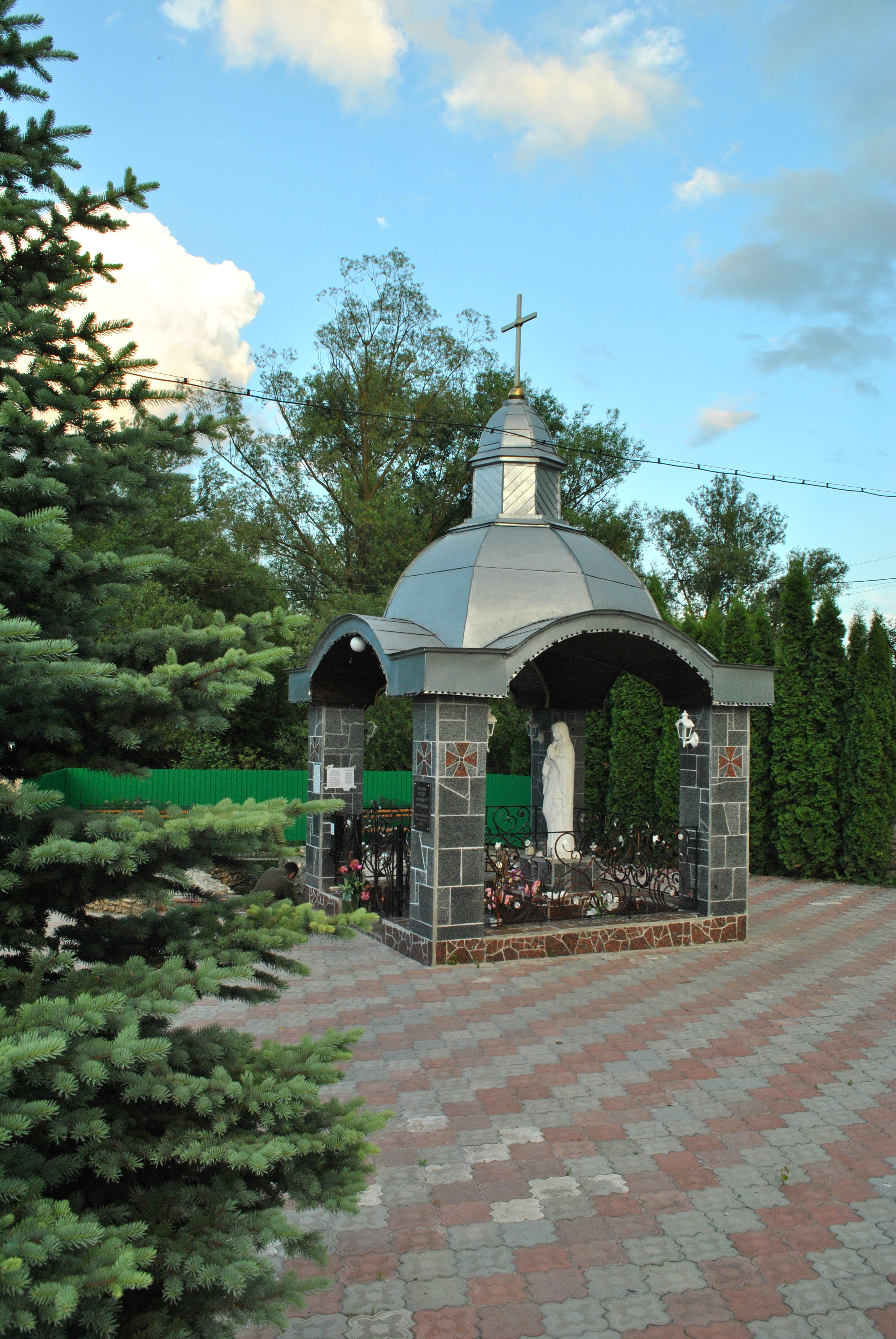
Капличка Різдва Пресвятої Богородиці
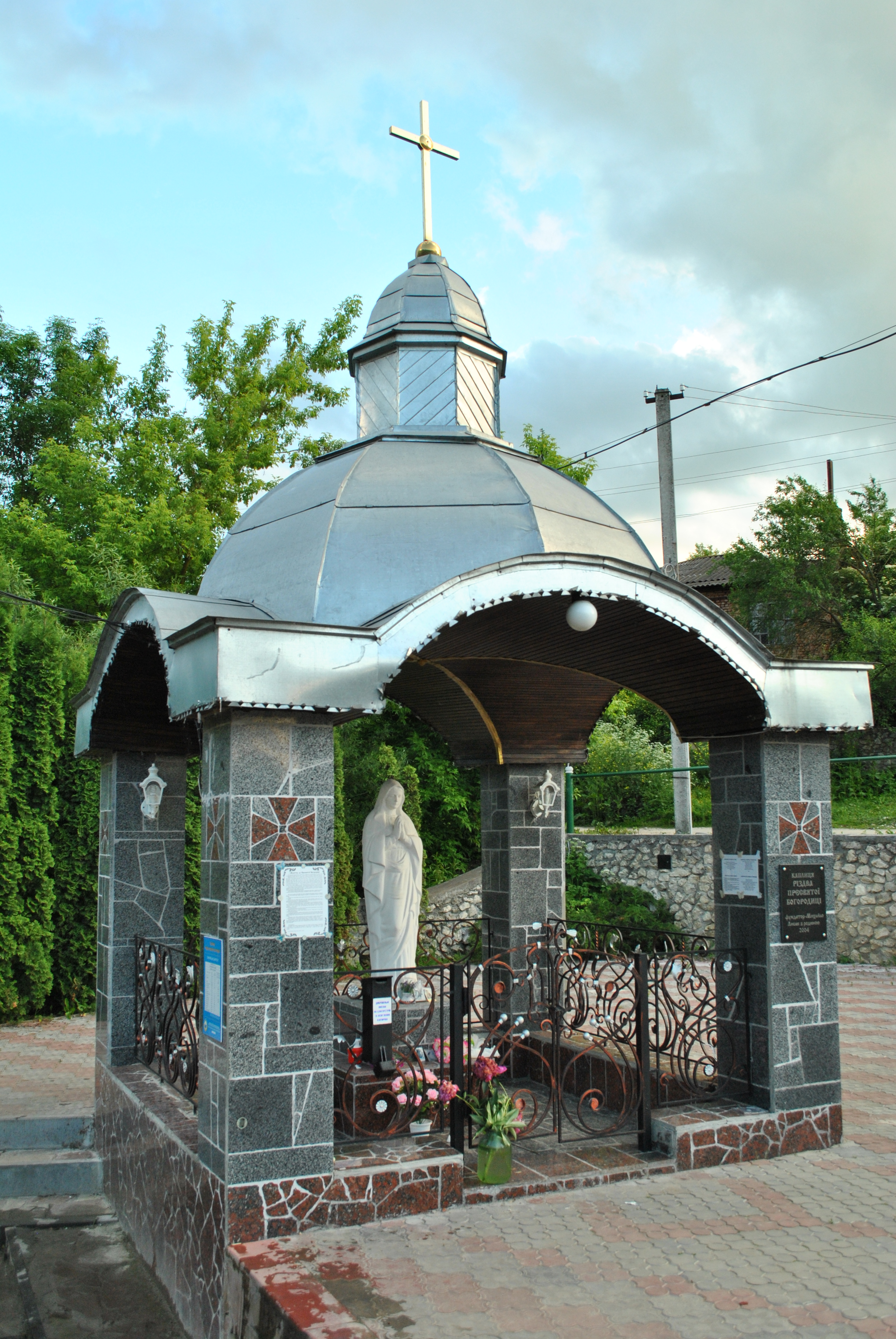
Капличка Різдва Пресвятої Богородиці
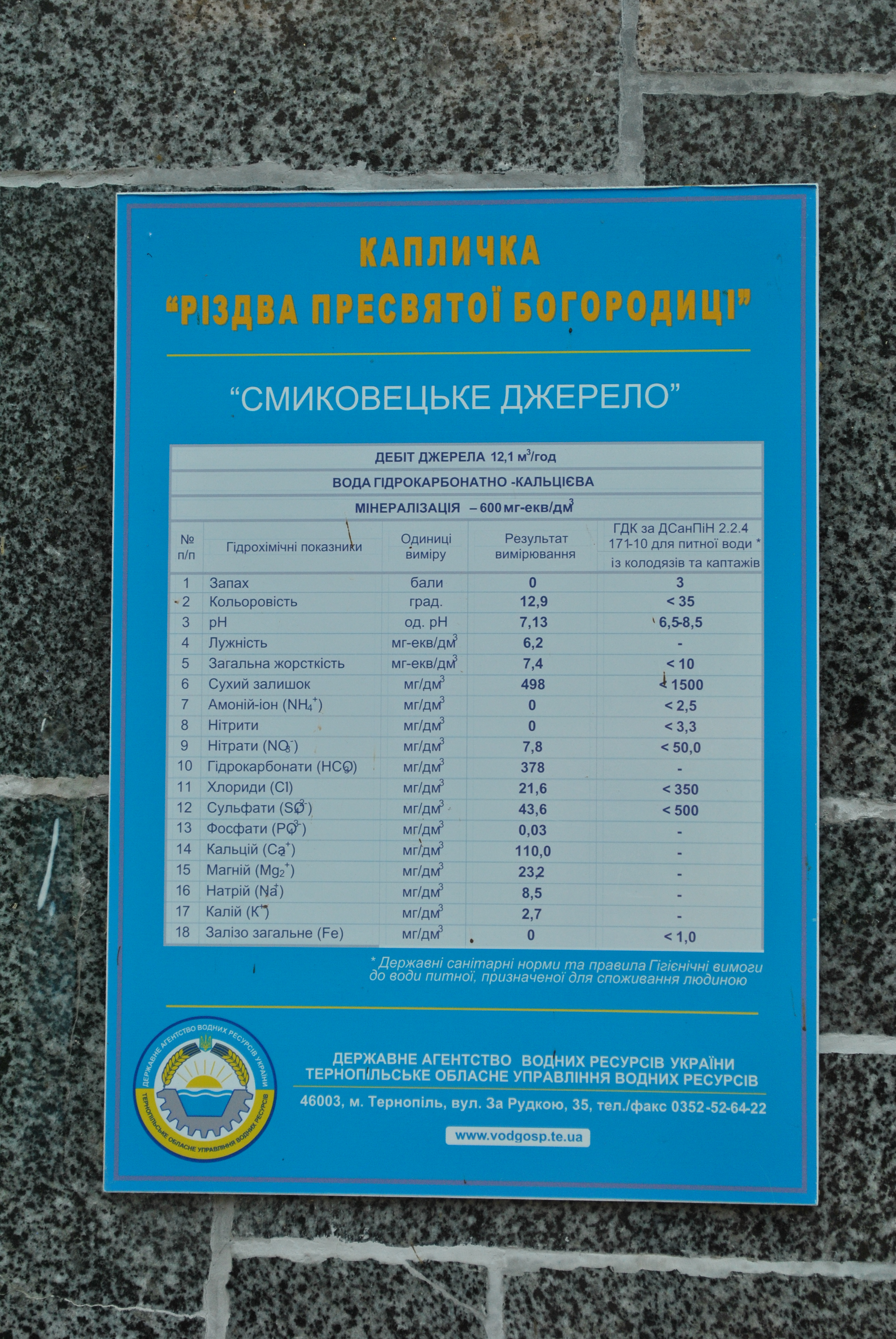
Охоронно-інформаційна таблиця